# Hascht bihischt

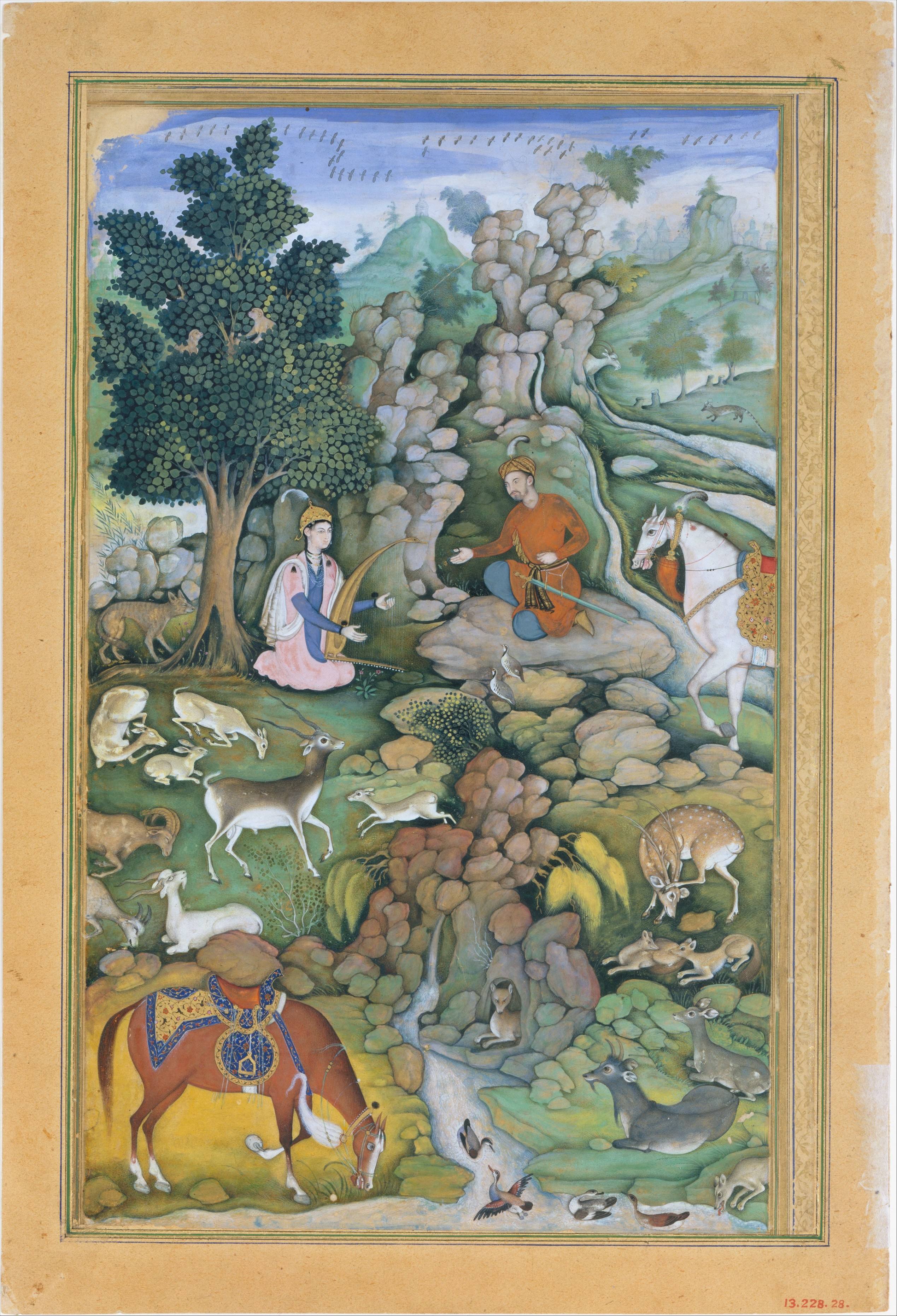
Bahrām Gūr beobachtet, wie Dilārām die Tiere mit ihrem Harfenspiel in Schlaf versetzt. Lahore, 1598.

Das Hascht bihischt (persisch حشت بهشت, DMG Ḥašt bihišt, ‚acht Paradiese‘) ist das letzte der fünf langen poetischen Werke, das Amīr Chusrau Dihlavī für seine Chamsa verfasst hat. Er hat dieses Masnawī nach dem Vorbild von Nizāmīs Haft paykar gestaltet und im Jahre 1301 in Delhi vollendet. Der sasanidische Herrscher Bahrām Gūr ist die Hauptperson der Rahmenerzählung, in die sieben Geschichten von sieben Prinzessinnen aus sieben verschiedenen Ländern als Binnengeschichten eingefügt sind. Jede von ihnen lebt in seinem Palast unter einer von sieben Kuppeln. Bahrām Gūr sucht sie der Reihe nach an einem bestimmten Wochentag in ihrem jeweiligen „Paradies“ auf. Obwohl es, ebenso wie bei Nizāmī, nur sieben Prinzessinnen sind, die Bahrām nacheinander ihre Geschichten erzählen, heißt es dennoch „Acht Paradiese“ (Hašt bihišt), weil Amīr Chusrau die Rahmenhandlung hinzurechnet.

## Einleitung und Schluss
Bei der Abfassung der Einleitung hält sich Amīr Chusrau eng an sein Vorbild Nizāmī. Er beginnt mit dem Lob Gottes und des Propheten sowie einer Beschreibung der Himmelfahrt Mohammeds. Es folgt eine Lobrede auf seinen spirituellen Führer Nizām ad-Dīn Auliyāʾ und Sultan ʿAlā ad-Dīn Chaldschī. Danach geht es um seine Gründe für die Abfassung des Werkes. Er hatte bereits vier Masnawīs als Antwort auf Nizāmīs Chamsa verfasst, nun ermutigt ihn sein Freund Ali zu einem weiteren Dichtwerk, das noch schöner als die bisherigen werden soll. Ausführlich erklärt er, wie sein Hascht bihischt Gestalt angenommen hat. Auch wenn er bereits viele Verse dazu aus seiner „Schatzkammer des Geheimnisses“, seinem Herzen und seinem Verstand, hervorgeholt hat, zieht er sich für den Schöpfungsprozess an einen einsamen Ort zurück. Dort überlegt er sich die Grundzüge seines Poems, das er zwar nach dem Vorbild des Haft paykar gestalten, ihm aber dennoch seinen eigenen Charakter verleihen will:
Im letzten Kapitel betont Amīr Chusrau nochmals, dass er sich genau an sein Vorbild gehalten habe. Zu allem, was dort „in dem alten Schatz“, dem Haft paykar, verborgen ist, sei ein ebenso gutes Gegenstück bei ihm zu finden.
Dort weist der Dichter auch darauf hin, dass sein Hašt bihišt 3344 Doppelverse umfasst; damit ist es deutlich kürzer als sein Vorbild mit 5000 Versen. Er gibt das Jahr der Komposition als 701 d.H. (1301/02) an. Nizāmī hatte sein Haft paykar 1197 vollendet.

## Die Binnengeschichte von Bahrām Gūr und Dilārām

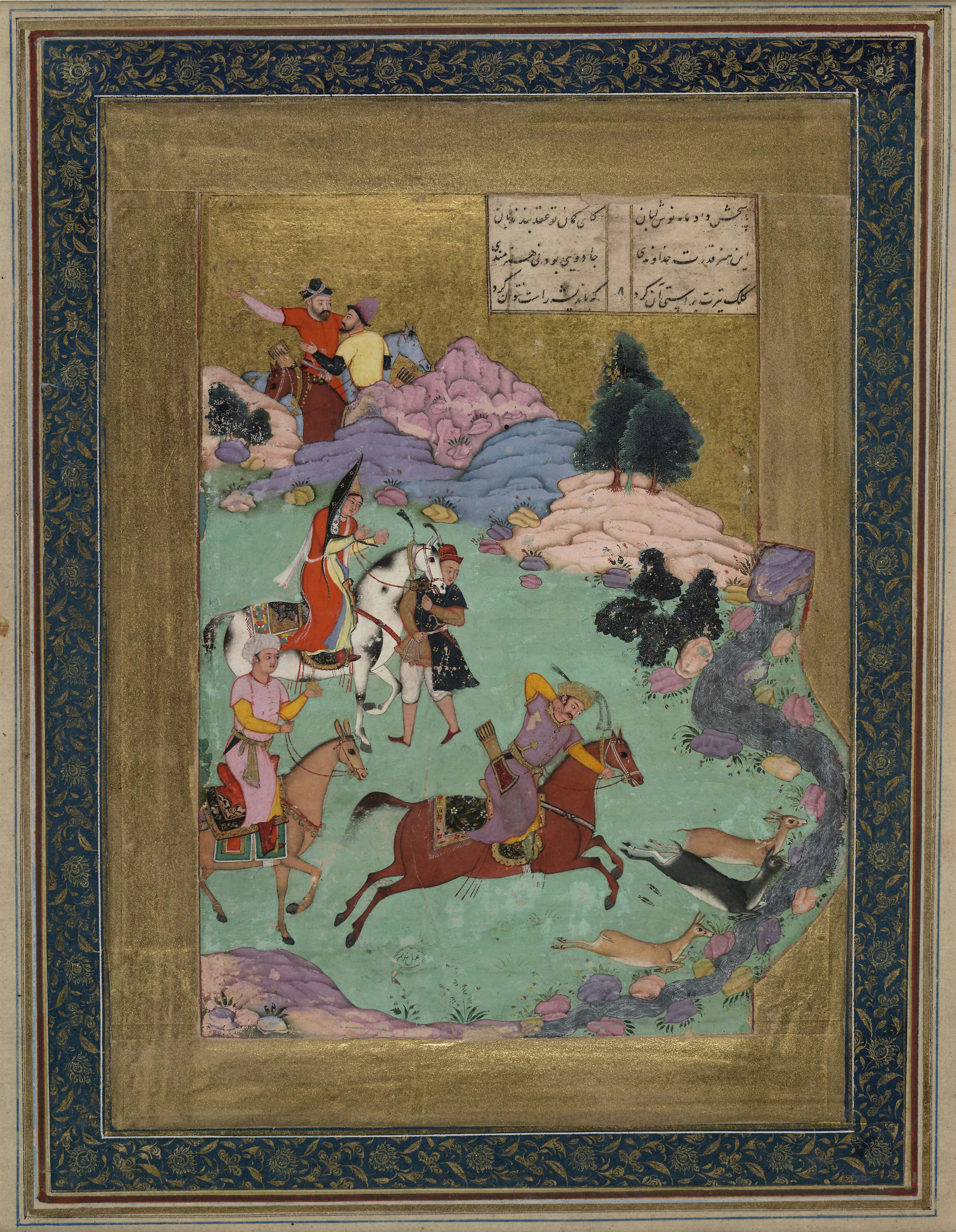
Bahrām Gūr mit Dilārām auf der Jagd. Aus einer Chamsa für ʿAbd ar-Rahīm, 1610–1617.

Amīr Chusraus Erzählung setzt zu einem Zeitpunkt ein, als Bahrāms Herrschaft bereits etabliert ist. Dieser hat nun Zeit, seinen Vergnügungen nachzugehen, zu denen vor allem die Jagd gehört. Seine bevorzugte Jagdbeute, Wildesel (Onager, Persisch gūr), hat ihm seinen Beinamen eingebracht. Seine bevorzugte Begleiterin bei seinen Jagdausflügen ist das Sklavenmädchen Dilārām („Trost des Herzens“). Als die beiden eines Tages einige Gazellen sehen, erkühnt sich Dilārām zu der Aufforderung, er solle einen Rehbock in eine Ricke verwandeln und umgekehrt. Tatsächlich meistert er die Aufgabe: Zuerst trennt er dem Bock mit einem Doppelpfeil die Hörner ab, danach schießt er dem weiblichen Tier zwei Pfeile in den Kopf, die wie ein Geweih aussehen. Dilārāms Bemerkung, dass auch diese Meisterleistung, wie jede andere große Tat, eines Tages übertroffen wird, kränkt Bahrām zutiefst. Zornig wirft er die Gefährtin aus dem Sattel, nimmt ihr Pferd mit und lässt sie in der Wildnis zurück. Der Dichter beschränkt sich an dieser Stelle auf die Bemerkung, dass es nie sicher sei, Königen die Wahrheit zu sagen.
Dilārām wandert nun umher und gelangt schließlich zu einer abgelegenen Hütte. Dort wohnt ein alter Mann, der in den Wissenschaften, der Magie und dem Harfenspiel bewandert ist. Er nimmt sie an Kindes statt auf und gibt ihr Unterricht in den zwölf Modi der Musik. Vier davon lassen den Zuhörer lachen, weinen, schlafen oder erwachen. Mit ihrer Musik kann sie Tiere anlocken, sie in einen totenähnlichen Schlaf versetzen und wieder erwecken.
Nach einiger Zeit verlässt Dilārām ihren Lehrer und kehrt in das Gebiet Bahrāms zurück. Dort verbreitet sich die Kunde von ihren außergewöhnlichen musikalischen Fähigkeiten, mit denen sie sogar die wilden Tiere und die Vögel bezaubert. Eines Tages kommt auch der König, um sich ihre Kunst vorführen zu lassen, erkennt seine frühere Gefährtin aber nicht. Er ist durchaus beeindruckt, wiederholt jedoch Dilarams frühere Aussage, dass jede Fertigkeit eines Tages übertroffen werden würde. Dilārām stimmt zu, erklärt jedoch, dass die einzige Ausnahme von dieser Regel Bahrāms Meisterschaft in der Jagd ist. Von der Aussage überrascht, erkennt Bahrām die frühere Geliebte und vergibt ihr. Er nimmt sie mit in seinen Palast und lässt dort Bilder seiner und ihrer Meisterleistung malen und in der Gemäldegalerie seines Schlosses aufhängen.
Bahrāms exzessive Leidenschaft für die Jagd, bei der er den Hof oft für längere Zeit verlässt, bereitet den Ältesten zunehmend Sorge. Nuʿmān, ein früherer Schulfreund von Bahrām und inzwischen ein großer Gelehrter ersinnt eine Lösung: Er lässt an einem besonders idyllischen Ort einen Palast erbauen, dessen sieben Kuppeln (gunbad) alle eine andere Farbe haben. Die Koloration der Kuppeln ist allerdings nur indirekt angegeben, indem sie duftenden Substanzen mit je eigener Färbung zugeordnet sind. Nachdem der Palast vollendet ist, bittet er bei den Königen in den sieben Weltgegenden um die Hand ihrer Töchter und quartiert die sieben Prinzessinnen schließlich unter je einer der Kuppeln ein. Sie sollen den König unterhalten und mit sinnlichen Genüssen dafür sorgen, dass er von seiner übermäßigen Jagdleidenschaft geheilt wird.
Bahrām besucht nun der Reihe nach jeden Tag eine andere Schöne in ihrem „Paradies“ und lässt sich dort eine Geschichte erzählen. Ihre sieben Geschichten stehen beispielhaft für eine lange Folge von unterhaltsamen Zeiten mit den Prinzessinnen, bis er am Ende seines Lebens angelangt ist und es Zeit wird, die sieben Kuppeln seines Palastes durch die Kuppel seines Grabes (pers. gūr) zu ersetzen. Als er eines Tages auf der Jagd einem Onager (pers. gūr) folgt, stürzt er mit seinem Pferd in einen Brunnen. Dieser Brunnen weitet sich unten zu einer großen Höhle, in der man später nur das Pferd findet. Bahrām Gūr bleibt verschwunden.

## Prinzessinnen, Wochentage und Planeten

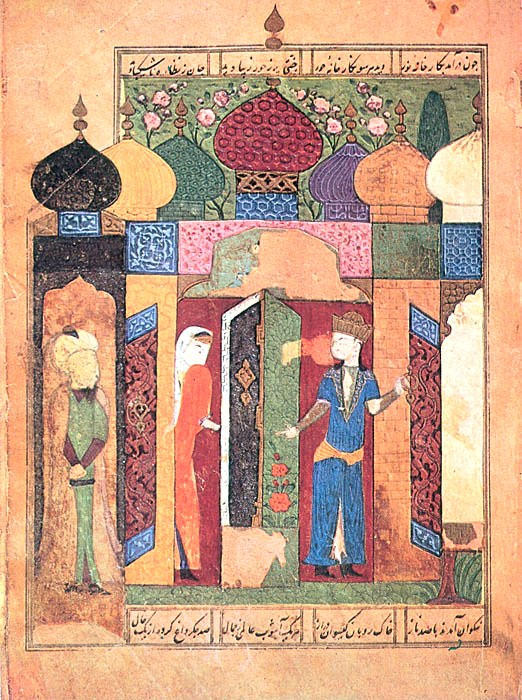
Bahrām und die sieben Kuppeln, Westiran 1495/96.

Die Prinzessinnen mit ihren unterschiedlichen Herkunftsländern sind verschiedenen Wochentagen zugeordnet, die ihrerseits, mit einer Farbe und einem „Planeten“ verbunden sind. Solche Korrelationen von Wochentagen und Planeten waren spätestens seit hellenistischer Zeit, wie bei Vettius Valens belegt, verbreitete Praxis.
| Wochentag  | Planet        | Duft//Farbe                    | Herkunftsland der Prinzessin |
| ---------- | ------------- | ------------------------------ | ---------------------------- |
| Samstag    | Saturn        | Moschus/Schwarz                | Indien                       |
| Sonntag    | Sonne         | Safran/Gelb                    | Nīmrūz                       |
| Montag     | Mond          | Basilikum (rayḥān)/Grün        | Land der Slawen Saqāliba     |
| Dienstag   | Mars (bahrām) | Blüte des Granatapfelbaums/Rot | Tatarei                      |
| Mittwoch   | Merkur        | Veilchen/Violett               | Rūm                          |
| Donnerstag | Jupiter       | Sandelholz                     | Arabien                      |
| Freitag    | Venus         | Campher/Weiß                   | Choresmien                   |

Der Palast mit seinen sieben Kuppeln soll den Himmel auf Erden abbilden, besteht doch der Himmel (Dschanna) nach islamischer Vorstellung aus sieben, oder manchmal auch aus acht Stufen. Indem Bahrām diese Kuppeln nun der Reihenfolge nach durchläuft und sich dabei in der zum jeweiligen Planeten passenden Farbe kleidet, fügt er sich in das kosmische System ein. Er begibt sich in eine harmonische Beziehung zum Universum und stabilisiert sich auf diese Weise gegen negativen Einflüsse.

## Die Geschichten der sieben Prinzessinnen

### Samstag
Am Samstag besucht der König das zweite Paradies: die indische Prinzessin unter der schwarzen Moschuskuppel. Sie ist „moschusfarben“ gekleidet und ihre Räumlichkeiten sind ebenfalls dunkel. Sie erzählt die Geschichte von den drei Söhnen des Königs von Sarandib, die von ihrem Vater fortgeschickt werden, damit sie in der Welt Erfahrungen sammeln. Unterwegs begegnen sie einem äthiopischen Reisenden, der sich bei ihnen nach seinem verschwundenen Kamel erkundigt. Die detaillierten Antworten, die sie geben, erwecken in dem Mann den Eindruck, dass sie das Tier gestohlen haben. Er lässt die Prinzen verhaften und vor den König führen. Dort erklären sie, dass ihre genauen Beschreibungen des verschwundenen Kamels lediglich Schlussfolgerungen sind. Der König glaubt ihnen erst, als das Kamel am nächsten Tag gefunden wird. Er ist beeindruckt von ihrer Fähigkeit, aus einzelnen Indizien auf einen komplexen Sachverhalt zu schließen, und lässt sie als Gäste auf dem Palastareal wohnen. Eines Tages hört er zufällig, wie sie sich bei einer Mahlzeit nicht nur über die Herkunft der Speisen und Getränke abfällig äußern, sondern auch über die Abstammung des Königs. Dieser könne nicht der Spross eines Herrschers, sondern nur der eines Dieners sein. Der König ist verärgert und lässt diese Behauptungen überprüfen. Zu seinem Erstaunen stellt er fest, dass die Annahmen der drei Prinzen richtig waren. Er entlässt die drei Prinzen mit vielen Geschenken in ihr Heimatland. Dort werden sie von ihrem glücklichen Vater empfangen, dessen weißes Haar aus Freude über seine Söhne wieder schwarz wird. Der älteste Sohn wird mit einem schwarzen Kissen und einem schwarzen Ehrenschirm inthronisiert und auch die anderen Brüder tragen Schwarz.
Während die Farbe Schwarz bei Nizāmī negativ konnotiert ist, deutet Amīr Chusrau die Symbolfarbe seines Heimatlandes Indien positiv um: Das weiße Haar des Vaters wird aus Freude über seine Söhne wieder schwarz.
Die Geschichte von den drei Prinzen ist im Kern bereits bei at-Tabarī, Balʿamī und al-Masʿūdī im 9./10. Jahrhundert zu finden. Im Westen taucht sie erstmals im 16. Jahrhundert auf. Sie bildet die Rahmenerzählung in einer Sammlung von Geschichten, die von einem gewissen Christoforo Armeno aus dem Persischen ins Italienische übersetzt und 1557 in Venedig veröffentlicht wurde. Rund zweihundert Jahre später nimmt Voltaire sie in seinem Zadig ou de la destinée wieder auf.

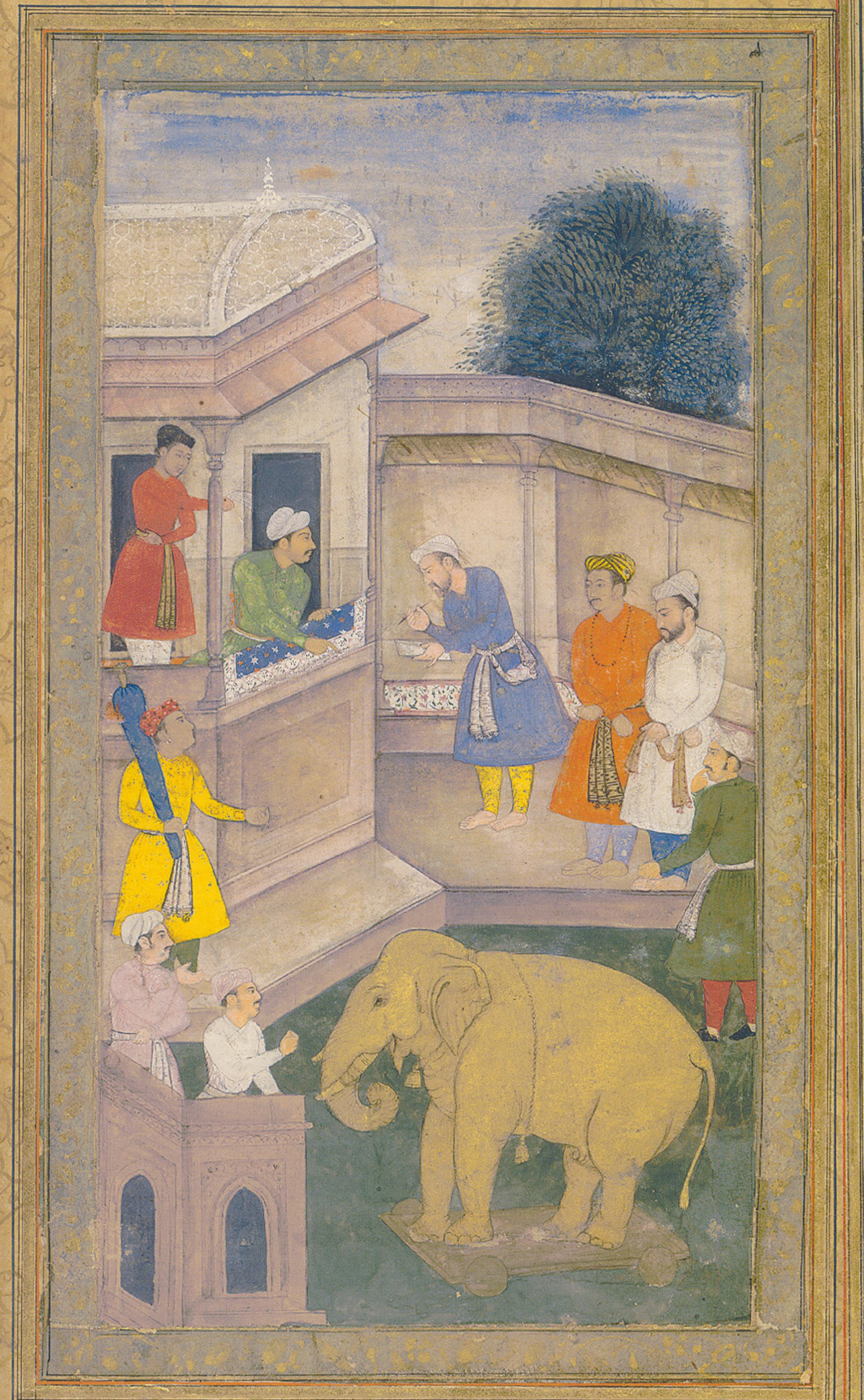
Der goldene Elefant, Allahabad ca. 1602–04.

### Sonntag
Am Sonntag ist Bahrām im dritten Paradies bei der Prinzessin von Nimruz, die von Safrangelb umgeben ist. Ihre Geschichte handelt von Hasan dem Goldschmied, der im Auftrag des Königs einen goldenen Elefanten anfertigen soll und dabei ein zehntel des Goldes unterschlägt. Im Mittelpunkt der Erzählung steht die Lösung eines technischen Problems, nämlich wie man den Goldelefanten wiegen kann, um zu bestimmen, ob Gold fehlt oder nicht. Hasan erklärt seiner Frau das Archimedische Prinzip, die dieses Wissen an die Frau eines rivalisierenden Handwerkers ausplaudert. Der Rivale kann dadurch Hasans Diebstahl auffliegen lassen und der Goldschmied wird zur Strafe in einem hohen Turm eingesperrt. Es gelingt ihm aber durch einen raffinierten Trick, zu fliehen: Er bittet seine Frau, eine lange Seidenschnur und Zucker zu bringen. Die Schnur soll sie an einer Ameise befestigen, die mit Zucker auf den Turm gelockt wird. Oben ergreift der Goldschmied das eine Ende und fordert seine Frau auf, sich am anderen Ende des Seils festzubinden und zu ihm aufzusteigen, während er selbst auf der anderen Seite hinabsteigt. Hasans Frau ist nun an seiner Stelle eingesperrt und wird von den Stadtbewohnern verspottet. Als der Goldschmied schließlich gefunden wird, gelingt es ihm, den König durch seine Klugheit und seinen Ideenreichtum zu beeindrucken und wird in dessen Dienst aufgenommen. Weil er seine Beförderung dem Gold verdankt, trägt er seither nur noch safranfarbene Kleidung.

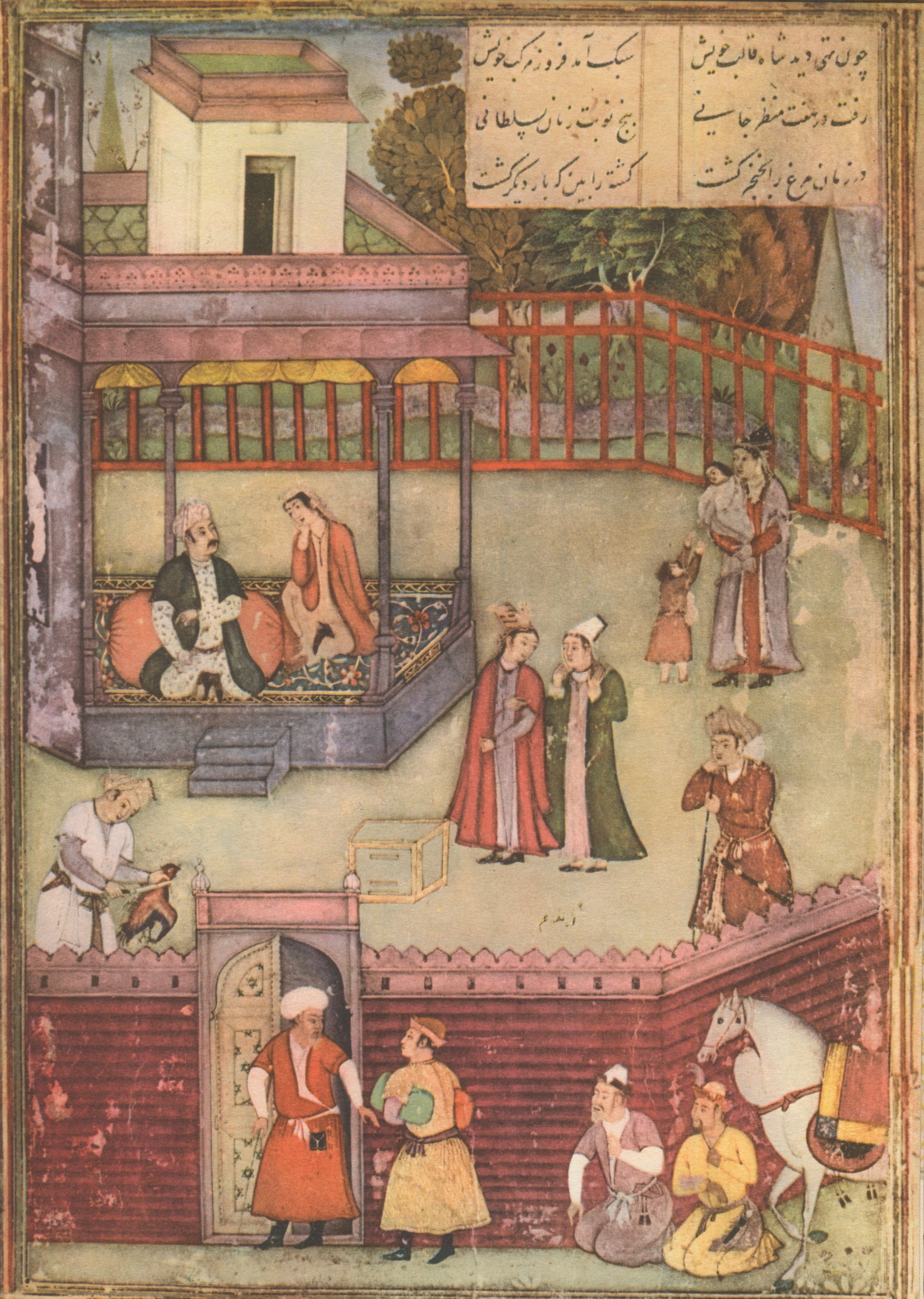
Der König lässt den betrügerischen Wesir, der die Gestalt eines Vogels hat, töten. Subimperialer Mogulstil, 1610–1617.

### Montag
Am Montag sucht Bahrām die slawische Prinzessin unter der grünen, nach Basilikum duftenden Kuppel auf. In ihrer Geschichte erlernt ein König von einem Zauberer die Kunst, seinen Geist in einen anderen Körper zu versetzen (naql-i rūḥ). Voller Aufregung über seine neue Fähigkeit verrät der König das Geheimnis seinem Wesir. Als die beiden zusammen auf der Jagd sind, bittet der Wesir den König um eine Demonstration dieser „Geistübertragung“. Der König verlässt bereitwillig seinen Körper und tritt in den einer toten Gazelle ein. Der Wesir nutzt die Gelegenheit und nimmt von dem Körper des Königs Besitz. In neuer Gestalt reitet er zum Palast zurück und vergnügt er sich dort im Harem des Herrschers. Lediglich eine Gemahlin schöpft Verdacht und entzieht sich dem Wesir. Währenddessen ist der Geist des Königs im Körper eines grünen Papageis gelandet. Da er sprechen kann, gelingt es ihm, sein im eigenes königliches Urteilsvermögen unter Beweis zu stellen. Beispielsweise entscheidet er in einem Streit zwischen einer Prostituierten und einem Geldverleiher: Die Frau verlangt von dem Geldverleiher tausend Goldstücke als Entschädigung für ihr amouröses Verhalten ihm gegenüber in einem Traum. Der Papagei befiehlt dem Mann, das Geld vor einem Spiegel zu zählen, während die Frau ihre Zahlung aus dem Spiegelbild des Geldes nehmen darf, so dass ihre Entschädigung auf derselben Stufe steht wie ihre Schädigung. In der Folge schafft es der Papagei durch geschicktes Agieren, in den Palast an seine treue Gemahlin verkauft zu werden, der er sich bei einer günstigen Gelegenheit zu erkennen gibt. Diese überlistet nun den Wesir: Sie fordert ihn auf, mit einer Demonstration seiner vermeintlich einzigartigen magischen Fähigkeit der „Geistübertragung“ seine Identität zu beweisen. Als der Wesir den Körper des Königs verlässt, kehrt dieser in seinen eigenen Körper zurück. Der Wesir, nun in Gestalt eines Vogels, wird getötet. Der König lebt fortan allein mit seiner treuen Gemahlin zusammen und trägt nur noch die belebende Farbe Grün.

### Dienstag

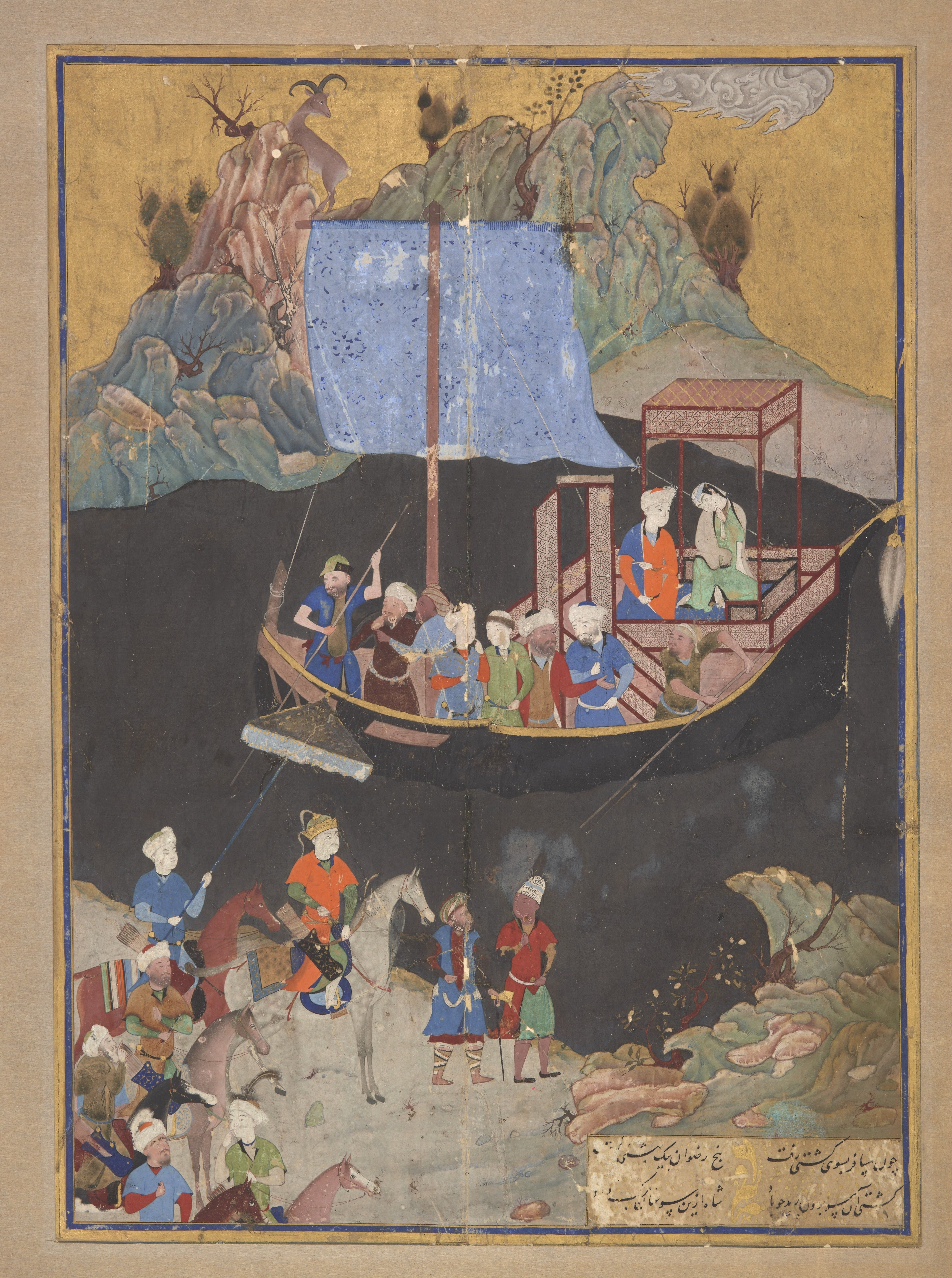
Der Prinz und das Mädchen aus dem Turm fliehen mit dem Schiff. Herat 1496, Behzad zugeschrieben.

Der Dienstag steht unter dem Zeichen des Mars (bahrām), dem das Rot der Granatapfelblüte zugeordnet ist. Die tatarische Prinzessin in diesem fünften Paradies erzählt eine Geschichte, die von fünf jungen Männern handelt: einem Prinzen, einem Kaufmannssohn, einem Tunnelgräber, einem Zimmermann und einem Gärtner, die alle gemeinsam zu einer Reise aufbrechen. Unterwegs gelangen sie an einen Tempel voller Statuen, von denen eine so schön ist, dass sich der Prinz in das dargestellte Mädchen verliebt. Dieses Mädchen ist die Geliebte eines Königs und wird von diesem in einem hohen Turm gefangengehalten, den nur er mit einer Leiter besteigen darf. Die fünf arbeiten nun zusammen, damit der Prinz mit dem Mädchen vereint wird. Zunächst sucht der Gärtner die Bekanntschaft einer alten Frau, die regelmäßig Blumen zu der Schönen bringt. Er überredet sie, statt ihrer Blumen seine mit einem Liebeszauber versehenen Blumen im Namen des Prinzen zu überbringen. Auf diese Weise wecken die Freunde das Interesse der Gefangenen. Der Kaufmannssohn baut ein Haus in der Nähe des Turms, der Tunnelgräber gräbt vom Haus bis zum Turm einen Tunnel und der Zimmermann fügt eine Tür und eine Leiter hinzu. Der Prinz und die junge Frau im Turm treffen sich nun regelmäßig und verabreden, gemeinsam zu fliehen. Vor ihrer Abreise spielen sie dem König noch einen Streich: An sieben aufeinanderfolgenden Nächten besuchen sie den König und bringen zu diesen gemeinsamen Mählern attraktive junge Mundschenke mit, die von der Geliebten des Königs mit je anderer Verkleidung gespielt werden. Seinen anfänglichen Verdacht, dass der eine oder andere Mundschenk mit der jungen Frau im Turm zu tun hat, können die jungen Männer zerstreuen. Sie sagen dem König schließlich Lebewohl und überantworten ihm beim Abschied all ihren Besitz. Dafür erhalten sie viele Schätze von dem König, der glaubt, die sieben wohlaussehenden Mundschenke gehören nun ihm. Stattdessen haben sie die Schöne aus dem Turm bereits in ihr Schiff gebracht und reisen zusammen mit ihr nach Hause. Zur Erinnerung an die alte Blumenverkäuferin und ihren Garten trägt das Mädchen nur noch Granatapfelrot.
Bei dieser Geschichte schenkt Amīr Chusrau der Lösung eines technisch-wissenschaftlichen Problems besondere Aufmerksamkeit: der Ausgrabung eines Geheimgangs, durch den die Prinzessin ihr Gefängnis verlassen kann.

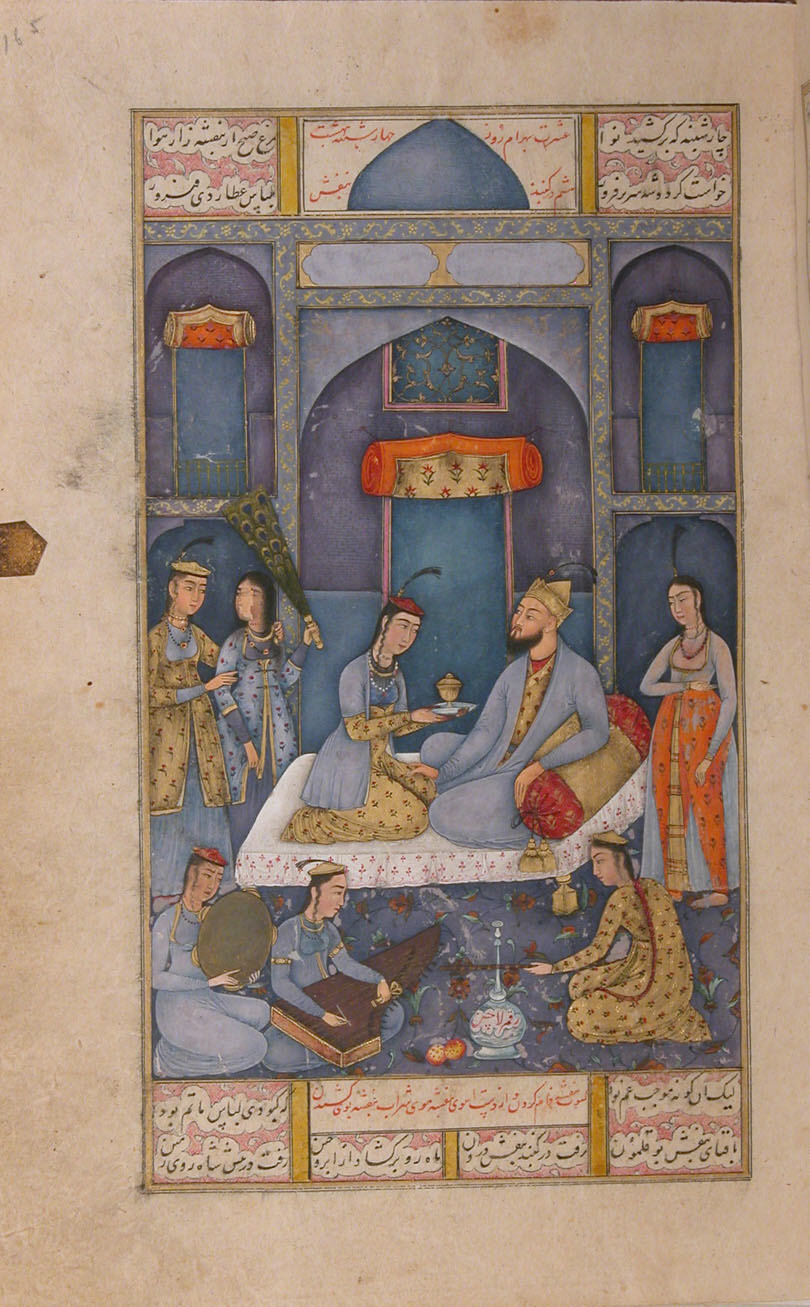
Bahrām Gūr besucht die Prinzessin unter der veilchenfarbenen Kuppel. Buchara, ca. 1660–70.

### Mittwoch
Am Mittwoch findet sich Bahrām in der violetten Kuppel mit Veilchenduft ein, in der die Prinzessin von Rūm lebt. Dort hört Bahrām die Geschichte von einem jungen Kaufmannssohn, der durch einen Reisenden von einem geheimnisvollen Gebäude erfährt: Alle, die dieses Haus betreten haben, konnten danach zehn Jahre lang nicht sprechen und haben in dieser Zeit violette Kleidung getragen. Auch nachdem sie ihre Sprache zurückgewonnen hatten, haben sie über ihre Erlebnisse geschwiegen. Um diesem Rätsel auf den Grund zu gehen, macht sich der Kaufmannssohn auf die Reise und kommt nach einem Jahr dort an. Er betritt das Gebäude mit vielen Kuppeln und zahllosen Statuen und findet nach einer Woche eine Tür, die sich zu einem wunderbaren Garten öffnet. Dort trifft er auf wunderschöne Feen und feiert tagelang mit ihnen. Die Gebieterin des Gartens erlaubt ihm, sich für jede Nacht eine ihrer Begleiterinnen auszusuchen. Nach einer Woche fordert er jedoch mit großer Beharrlichkeit die Gunst der Herrscherin selbst. Das führt dazu, dass er am nächsten Morgen allein in der Wüste aufwacht. Er wandert von dort aus weiter und erlebt noch ein weiteres Mal, dass ihn seine ungezügelte Leidenschaft von einem Zustand des Glücks in einen des tiefen Unglücks stürzt. Am Ende gelangt er durch den großen Kuppelbau wieder hinaus und kleidet sich für den Rest seines Lebens in violett.
Diese Erzählung der Prinzessin von Rūm weist deutliche Parallelen insbesondere zu Nizāmīs Geschichte vom Samstag und den „Schwarzgewandeten“ auf.

### Donnerstag
Am Donnerstag begibt sich Bahrām zu der arabischen Prinzessin im siebten, nach Sandelholz duftenden Paradies. Ihre Geschichte handelt von dem jemenitischen Prinzen Rām, der Zeuge wird, wie seine Stiefmutter den König mit dem Wesir betrügt. Bevor der Prinz den König davon unterrichtet, geht das Paar zum Gegenangriff über: Die Stiefmutter bezichtigt Rām der versuchten Vergewaltigung, der daraufhin vom Hof verbannt wird. Er wandert in die Welt und trifft unterwegs drei Männer, die ihm ihre Hilfe anbieten. Einer gibt ihm Kohl, das ihn unsichtbar macht, sobald er es auf die Augen aufträgt. Der zweite lehrt ihn einen Zauberspruch, mit dem er die Menschen in Schlaf versetzen kann. Der dritte verrät ihm, wie er sich einen Dämon dienstbar machen kann. Mit diesen Möglichkeiten ausgestattet kehrt Rām an den väterlichen Hof zurück und überführt seine Stiefmutter und den Wesir, die beide in die Verbannung geschickt werden. Er heiratet die Tochter des Wesirs und besteigt bald darauf den Thron.

### Freitag
Die Prinzessin aus Choresmien empfängt Bahrām am Freitag unter der kampferweißen Kuppel. Ihre Geschichte spielt in Khotan. Dort besitzt ein König eine aus verschiedenen Metallen bestehende eine Figur (ṣūrat),  die in Lachen ausbricht, sobald sie eine Lüge hört. Er nutzt diese Figur um zu testen, welche von vier Prinzessinnen geeignet ist, seine Gemahlin zu werden. Drei von ihnen, die den besten Eindruck gemacht haben, werden als untreue Lügnerinnen überführt. Er heiratet diejenige, die ihm ursprünglich am unscheinbarsten erschien. Beide kleiden sich nur noch in Weiß, der Farbe der Reinheit.

## Unterschiede zwischenHaft paykarundHašt bihišt
Amīr Chusrau hält sich zwar strukturell eng an sein Vorbild, erlaubt sich bei der Neugestaltung der einzelnen Geschichten jedoch viele Freiheiten. Es fällt besonders auf, dass er bei der Beschreibung der sieben Kuppeln die Farben durch parfümierte Substanzen ersetzt: Er spricht von Moschus, um die Farbe des schwarzen Pavillons zu bezeichnen, von Safran, um die Farbe Gelb darzustellen, von Basilikum für Grün usw. Während die Übereinstimmung von Wochentagen, Planeten und Farben im Wesentlichen mit der von Nizāmī übereinstimmt, ordnet er ihnen völlig andere Länder zu als der persische Dichter.
Amīr Chusrau geht bei seiner Neubearbeitung zuweilen auf die Erzählung im Schāhnāma zurück, aus dem auch Nizāmī geschöpft hatte. Firdausī hatte in der exzessiven Jagdleidenschaft des Königs eine ungesunde Neigung vermutet, so wie er auch Bahrāms Einstellung zu Frauen in Frage gestellt hatte. Der indische Dichter stellt mit den Worten Nuʿmāns, Bahrāms Berater, seine Diagnose: Bahrāms wahnsinnige Leidenschaft für die Jagd kann nur durch eine gesündere und ausgewogenere Haltung gegenüber Frauen und den Freuden der Liebe geheilt werden. Die acht Paradiese betonen daher den segensreichen Wert des Erzählens und des sinnlichen Genießens. Die Düfte der verschiedenen Substanzen, die Nizāmīs Farben der Kuppeln ersetzen, erscheinen geradezu als Aromatherapie, die dem König hilft, seine Passion zu heilen.
Insgesamt zeigt Amīr Chusrau bei seiner Bearbeitung der Geschichten ein deutliches Interesse an wissenschaftlichen Fragen.

## Belege
1. ↑  Paola Orsatti in Ashtiany: Persian Narrative Poetry. 2023, S. 358–359.
2. ↑  Paola Orsatti in Ashtiany: Persian Narrative Poetry. 2023, S. 359.
3. ↑  Hašt bihišt Zeile 3290. Paola Orsatti in Ashtiany: Persian Narrative Poetry. 2023, S. 312 und S. 358.
4. ↑  Hašt bihišt Zeile 3287. Paola Orsatti in Ashtiany: Persian Narrative Poetry. 2023, S. 360.
5. ↑  Paola Orsatti in Ashtiany: Persian Narrative Poetry. 2023, S. 312.
6. ↑  Seyller: Pearls of the Parrot. S. 20.
7. ↑  Paola Orsatti in Ashtiany: Persian Narrative Poetry. 2023, S. 362–363.
8. ↑  Brend: Perspectives on Persian Painting, S. 24–25. Seyller: Pearls of the Parrot. S. 20.
9. ↑  Hašt bihišt. Moskau 1972, S. 77, Zeile 736.
10. ↑  Paola Orsatti in Ashtiany: Persian Narrative Poetry. 2023, S. 360. Hašt bihišt. Moskau 1972, S. 82; 109; 140; 164; 205; 248; 280.
11. ↑  Paola Orsatti in Ashtiany: Persian Narrative Poetry. 2023, S. 363–364.
12. ↑  Brend: Perspectives on Persian Painting, S. 34. Hašt bihišt. Moskau 1972, S. 307–312.
13. ↑  Nīm-rūz, wörtlich „halber Tag“, bezeichnet den Mittag und damit auch den Süden ganz allgemein. Nimruz ist Teil von Sistan und Belutschistan.
14. ↑  Paola Orsatti in Ashtiany: Persian Narrative Poetry. 2023, S. 313–314.
15. ↑  Habib: Hazrat Amir Khusrau Of Delhi. 1927, S. 77–85.
16. ↑  Hašt bihišt. Moskau 1972, Zeile 1059. Paola Orsatti in Ashtiany: Persian Narrative Poetry. 2023, S. 364. Brend: Perspectives on Persian Painting, S. 26.
17. ↑  Mechthild Pantke: Der arabische Bahrām-Roman: Untersuchungen zur Quellen- und Stoffgeschichte. De Gruyter, Berlin und Boston 1974. S. 201–202.
18. ↑  Paola Orsatti in Ashtiany: Persian Narrative Poetry. S. 364.
19. ↑  Brend: Perspectives on Persian Painting, S. 27.
20. ↑  Paola Orsatti in Ashtiany: Persian Narrative Poetry. 2023, S. 365–366. Brend: Perspectives on Persian Painting, S. 28.
21. ↑  Brend: Perspectives on Persian Painting, S. 29.
22. ↑  Paola Orsatti in Ashtiany: Persian Narrative Poetry. 2023, S. 366.
23. ↑  Rūm bezeichnete vor allem den Raum von Kleinasien. Franz Babinger: Rūm. In: Martijn Theodoor Houtsma (Hrsg.):  Encyclopaedie des Islam, 1. Auflage. Band 3, S. 1268. Brill, Leiden 1913. Rūm.
24. ↑  Paola Orsatti in Ashtiany: Persian Narrative Poetry. 2023, S. 366. Nizami: Die Abenteuer des Königs Bahram und seiner sieben Prinzessinnen. Übersetzt von Johann Christoph Bürgel. C.H. Beck, München 1997, ISBN 3-406-42780-4. S. 137–166. Ähnlichkeiten finden sich auch in der Mittwochsgeschichte. Bürgel: Die Abenteuer des Königs Bahram. S. 232–237.
25. ↑  Brend: Perspectives on Persian Painting, S. 31–32.
26. ↑  Hašt bihišt. Moskau 1972, S. 282.
27. ↑  Brend: Perspectives on Persian Painting, S. 32–34.
28. ↑  Paola Orsatti in Ashtiany: Persian Narrative Poetry. 2023, S. 360.
29. ↑  Diese Interpretation wird besonders von A.M. Piemontese betont; vgl. sein Nachwort zu seiner Übersetzung des Hascht bihischt: A.M. Piemontese: Le otto novelle del paradiso. Rubbettino, Soveria Mannelli 1996. S. 161–164. Paola Orsatti in Ashtiany: Persian Narrative Poetry. 2023, S. 364.
30. ↑  Paola Orsatti in Ashtiany: Persian Narrative Poetry. 2023, S. 363–364.